# Octavian Zidaru
Octavian Zidaru (n. 17 octombrie 1953, București) este un fost scrimer român specializat pe spadă și un antrenor de scrimă.

## Carieră
Zidaru a început să practice scrimă la CSS Triumf cu antrenorul Ioan Halmagyi, apoi s-a transferat la CSA Steaua cu antrenorul Constantin Stelian. A absolvit la Academia de Studii Economice și a obținut diploma de doctorat la Academia Națională de Educație Fizică și Sport.
Ca sportiv, a fost campion național în 1975 și vicecampion în 1978, 1980, și 1982, anul în care a câștigat și Cupa României. A cucerit unsprezece titluri naționale pe echipe cu CSA Steaua. A cucerit medalia de aur pe echipe la Universiada de vară din 1977 de la Sofia. A participat la Jocurile Olimpice de vară din 1980 de la Moscova. La individual s-a clasat pe locul 26. La proba pe echipe a ajuns în semifinală împreuna cu Ioan Popa, Anton Pongratz, Costică Bărăgan și Petru Kuki, dar echipa României nu a putut să între în finala și a încheiat concursul pe locul 4. În anul 1977 Zidaru a fost declarat „maestru al sportului” și în anul 1982 „maestru emerit al sportului”.
După ce s-a retras ca sportiv a devenit antrenor la CSA Steaua, unde i-a antrenat, printre altele, pe Cornel Milan și Mikloș Bodoczi, vicecampion mondial în 1986. În prezent Zidaru este antrenor internațional pentru Federația Internațională de Scrimă, membru al Comitetului executiv al Confederației Europeană de Scrimă și director tehnic al Federației Română de Scrimă.
După ce Dan Podeanu și-a dat demisia în urmă Jocurilor Olimpice de la Londra Zidaru a fost ales antrenor al lotului național de spadă feminin, care a fost foarte remaniată după retragerile Loredanei Dinu, Ancai Măroiu și Simonei Gherman. Zidaru a selecționat pe Simona Pop și Maria Udrea ca membri titulari.  Le-a condus până o medalie de argint la Campionatul European din 2013 de la Zagreb și o medalie de bronz la Campionatul Mondial de la Budapesta.
În sezonul 2013–2014, Simona Gherman s-a întors în circuitul competițional. A fost reintegrată imediat în lotul național și a cucerit o medalie de bronz la Campionatul European de la Strasbourg, câștigând al șaselea titlu european pentru România la proba pe echipe. Totuși, Campionatul Mondial s-a dovedit o dezamăgire: la individual nici o româncă nu a trecut de optimile de finală și pe echipe România a încheiat proba pe locul 5. În urma acestui eșec Zidaru a fost înlocuit cu Dan Podeanu.
În prezent este antrenorul echipei naționale de spadă feminin a Hong Kong-ului. Sub îndrumarea sa, Vivian Kong s-a calificat la Jocurile Olimpice din 2016.

## Distincții
- Medalia „Meritul Sportiv” clasa I (15 aprilie 1981) „pentru rezultatele deosebite obținute la Jocurile olimpice de vară de la Moscova — 1980, precum și pentru contribuția adusă la dezvoltarea activității sportive și la creșterea prestigiului sportului românesc pe plan internațional”[7]

## Legături externe
- Prezentare Arhivat în 19 decembrie 2014, la Wayback Machine. la Confederația Europeană de Scrimă